# Дом Гудкова
Дом Гудко́ва — четырёхэтажное здание в центральной части города Грязовца Вологодской области. Объект культурного наследия народов России регионального значения — охраняется государством.

## История
Дом построен в начале XIX века. Первоначально принадлежал городскому голове Петру Ивановичу Гудкову. До революции на первом этаже располагались торговые лавки, на втором — жила семья владельца, на третьем — прислуга. Также на первом этаже был сквозной проезд во внутренний двор.
14 (26) октября 1824 года или 15 (27) октября 1824 г. Грязовец посетил Александр I.
По легенде когда в 1824 году на пути в Вологду из костромского Буя через Грязовец проезжал Александр I он не только у Христорождественского собора встретился известными горожанами (во главе с местным протоиереем, уездным предводителем дворянства Пасынковым и другими), но и посетил Дом Гудкова

здесь его императорское величество изволило пить чай, отблагодарив за это хозяйку бриллиантовым перстнем, а дворянство удостоилось высокого благоволения за примерное устройство дорог.— Прогулки по городу (Грязовецкая старина).
После революции во времена НЭПа в подвалах хранились товары, а на первом этаже размещались торговые лавки. После окончания НЭПа на первом этаже были размещены учреждения, на верхних этажах жилые квартиры. Позже на верхних этажах был размещен школьный интернат и общежитие педучилища, а в подвалах зернохранилище. В 1990—2010-е годы году на первом этаже здания располагались разные магазины.

## Архитектура
Дом Гудкова представляет собой четырёхэтажное здание с мансардой, по высоте одно из самых высоких в историческом центре Грязовца. С двух сторон окружено двумя другими зданиями (которые иногда ошибочно относят к данному строению) построенными позже. Также во дворе находится «каретный сарай» составляющий в списке объектов культурного наследия вместе с «Домом Гудкова» — «Усадьбу Гудкова».
На первом этаже первоначально был сквозной проезд во двор, а подъезд был украшен кованным козырьком. Второй этаж украшен полуколоннами украшенными сверху капителями напоминающими коринфский ордер. В советское время изменился облик здания: сквозной проезд во двор был заложен, появились надстройки со стороны двора. Кованный козырёк у подъезда также не сохранился.

## Галерея

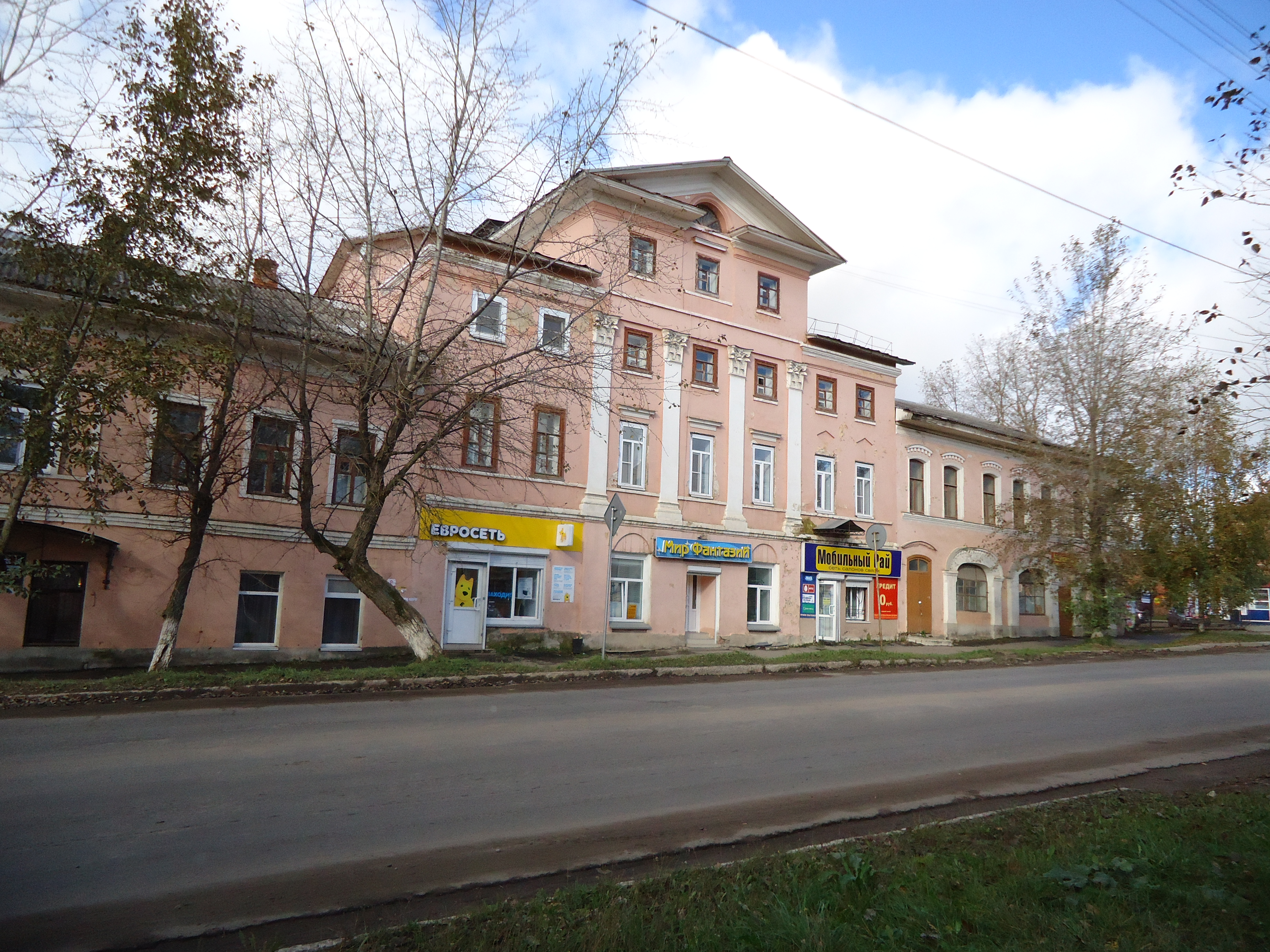
Фасад главного дома усадьбы Гудкова
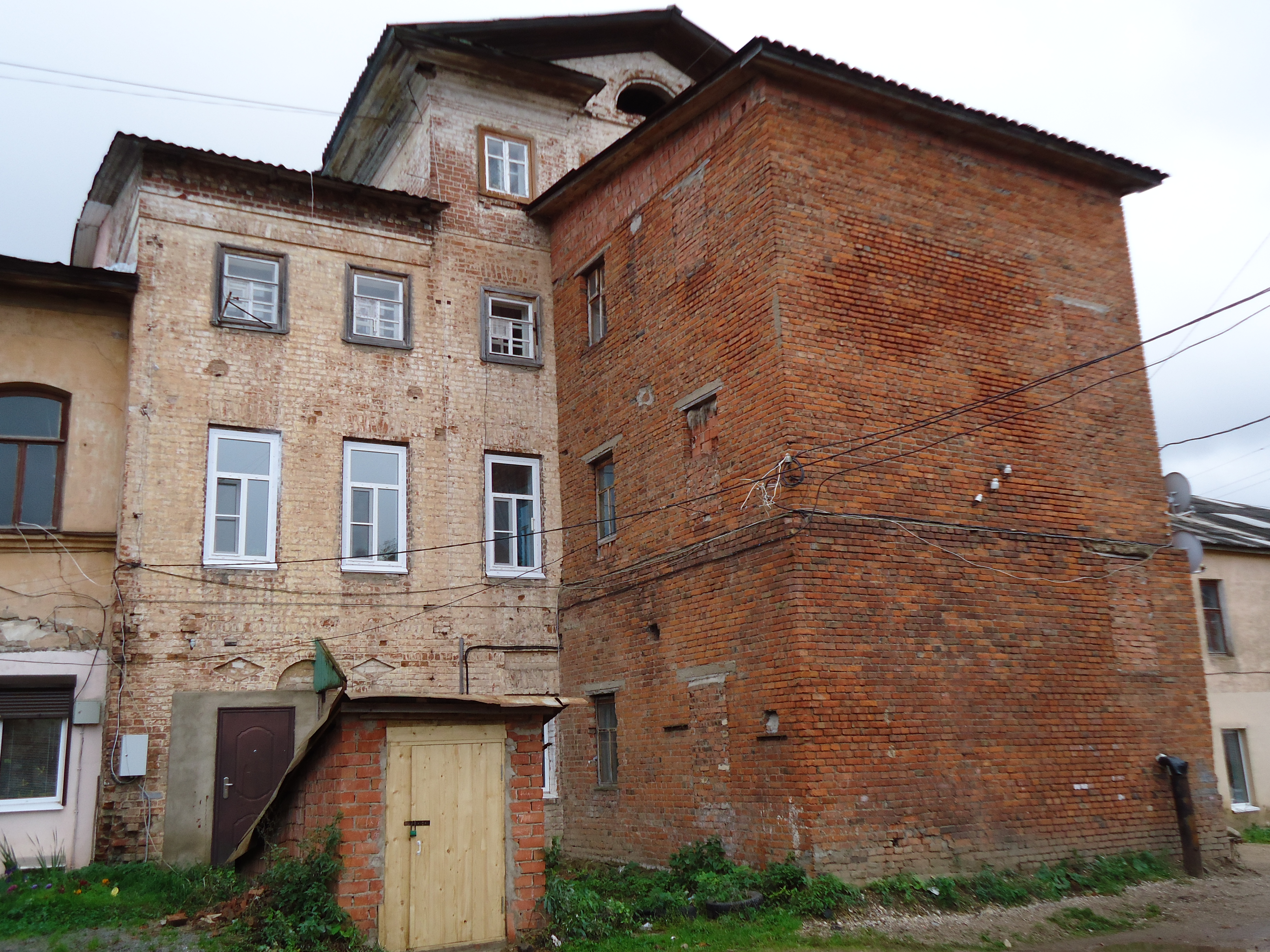
Общий вид со двора
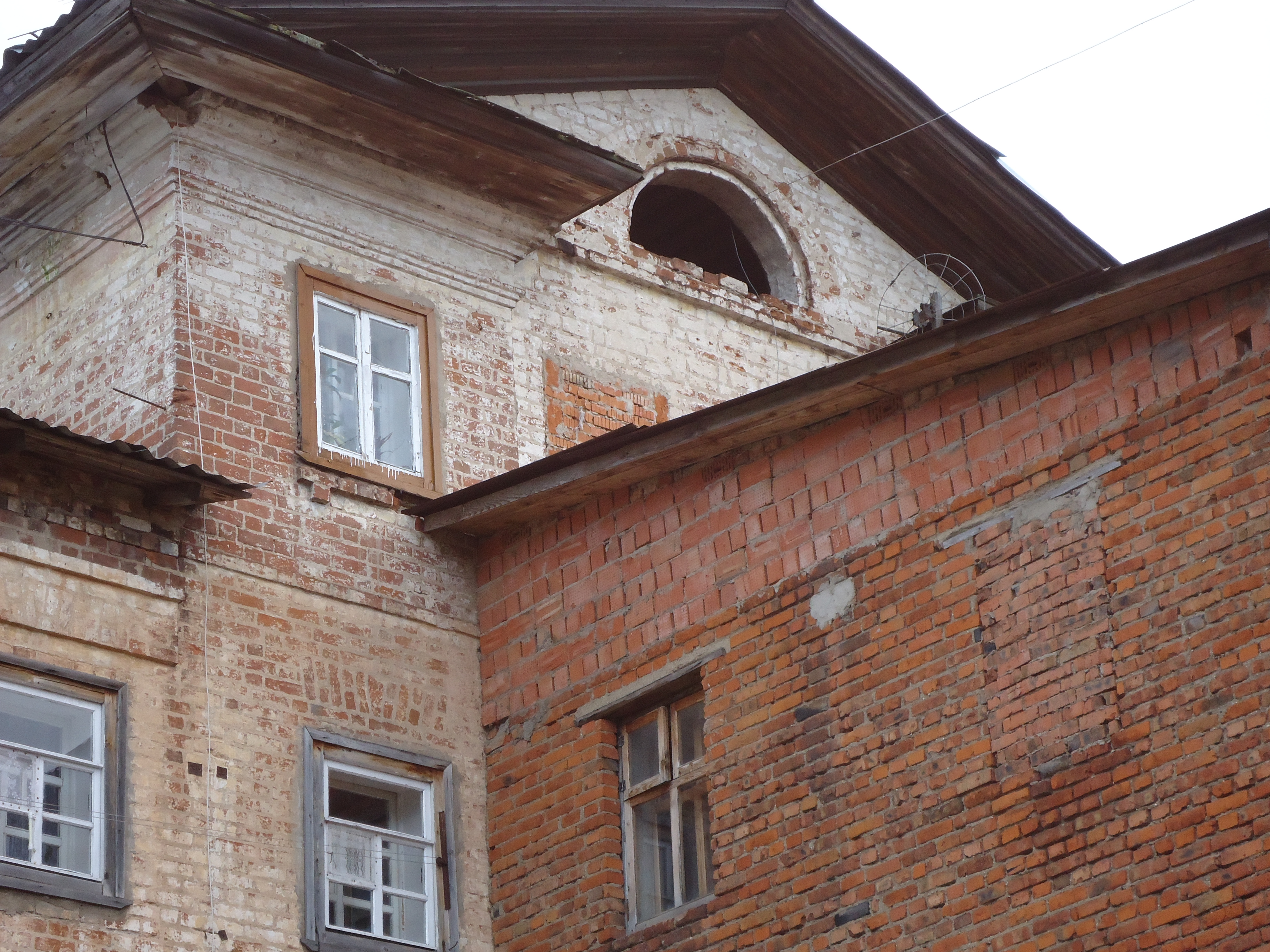
Вид на мансарду со двора
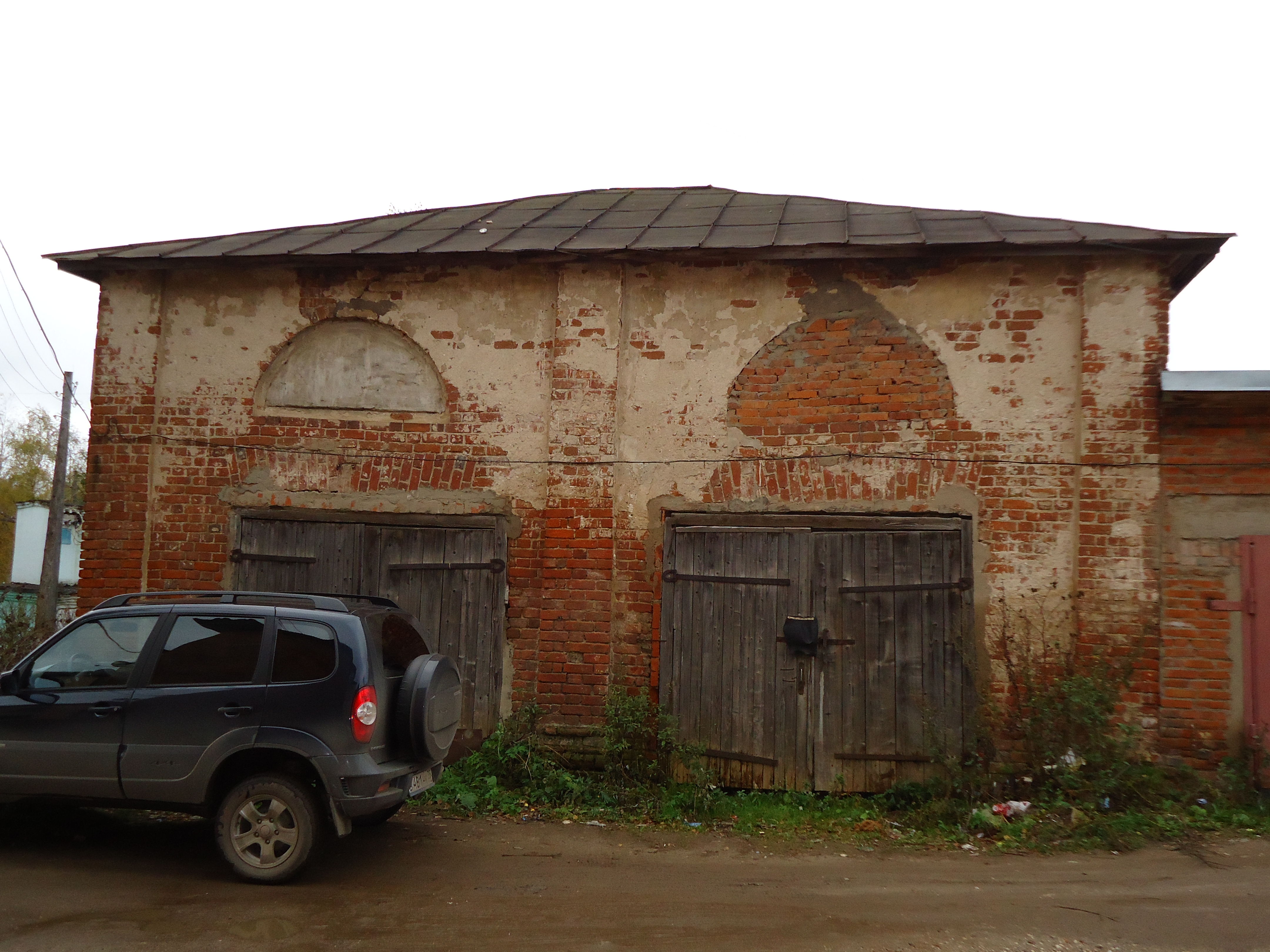
«Каретный сарай» прилегающий к дому Гудкова